# Каравели (провинция)
Каравели (исп. Provincia de Caravelí; кечуа Qarawili pruwinsya) — одна из 8 провинций перуанского региона Арекипа. Площадь составляет 13 139,86 км². Население — 31 477 человек. Столица — одноимённый город.

## История
Провинция была создана 22 февраля 1935 года, путём разделения провинции Камана.

## География
Каравели имеет береговую линию около 200 км. Прибрежная Кордильера в границах провинции имеет ширину от 20 до 30 км и достигает высоты 1500 м. Граничит с провинциями Ла-Уньон, Кодесуйос и Камана (на востоке), а также с регионами Аякучо (на западе) и Ика (на севере). На юге омывается водами Тихого океана.
Среднегодовая температура в районе побережья составляет 17-19°С; в более высоких территориях: от 12 до 15°С. Климат Каравели довольно засушлив.

## Население
Динамика численности населения:
- 1961: 20 235 чел.
- 1972: 23 647 чел.
- 1981: 24 703 чел.
- 1993: 27 484 чел.
- 2002: 30 316 чел.

## Административное деление
В административном отношении делится на 13 районов:
- Каравели
- Акари
- Атико
- Атикипа
- Белья-Юньон
- Кауачо
- Чала
- Чапарра
- Уанууану
- Хаки
- Ломас
- Кикача
- Яука